# Amazon Appstore
Amazon Appstore — магазин приложений для операционных систем Android и Windows 11, созданный корпорацией Amazon.

## История
Магазин был открыт 22 марта 2011 года и был доступен почти в 200 странах. Разработчикам платят 70 % от стоимости приложения или покупки в приложении.
28 сентября 2011 года Amazon выпустила планшет Kindle Fire, на котором имеется только Amazon Appstore, но не Google Play.
По состоянию на 9 октября 2019 года на Amazon Appstore было 487 083 приложений, доступных для загрузки.
25 июня 2021 года на конференции Microsoft, где корпорация представила новую версию своей операционной системы Windows 11, было объявлено, что в ней будет добавлена поддержка Android-приложений, а основным магазином для их скачивания будет Amazon AppStore. В дальнейшем Microsoft запланировала прекращение поддержки Android-приложений на Windows 11 к марту 2025 года.